# Лясково (Смолянская область)
Лясково (болг. Лясково) — населённый пункт в Болгарии. Находится в Смолянской области, входит в общину Девин. Население составляет 849 человек.

## Политическая ситуация
В местном кметстве Лясково, в состав которого входит Лясково, должность кмета (старосты) исполняет Росен Стоянов Войводов (Граждане за европейское развитие Болгарии (ГЕРБ)) по результатам выборов правления кметства.
Кмет (мэр) общины Девин — Здравко Василев Василев Движение за права и свободы (ДПС)) по результатам выборов в правление общины.